# 清真認證

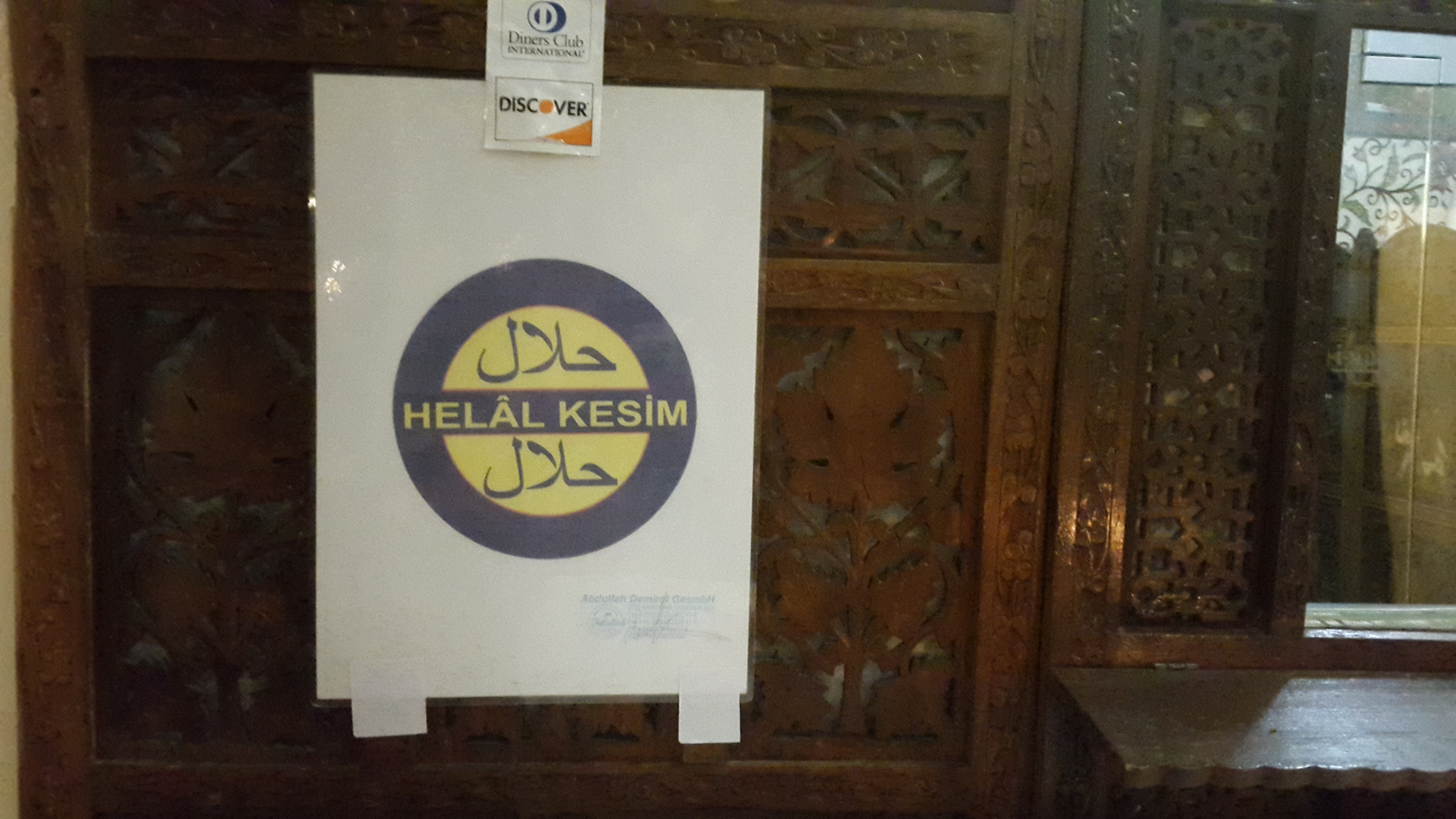
伊斯蘭餐廳外清真認證的標誌。

清真認證（英語：Halal certification）是對餐廳及食物的一種認證制度，在伊斯蘭地區中常見。清真食品的標示與管理在古代已经存在；一般而言，清真標示或招牌都要经过當地的清真寺或伊斯兰协会等组织的認可才能使用。

## 概念
以伊斯蘭教為國教的國家中，「清真認證」的餐廳十分常見。而即使在非伊斯蘭教的國家中，由於有些國家存在一定數目的穆斯林，因此推行食品、藥品及餐飲業認證制度供其辨認之。例如台灣推行「清真食品認證」、「清真餐廳認證」，除了可滿足穆斯林的飲食需求，亦為相關的廠商拓展市場。新加坡亦是一個充斥清真認證餐廳的國家，由伊斯蘭宗教理事會（MUIS）統一管理。

## 理論
2001年諾貝爾經濟學獎得主喬治·阿克洛夫以及雷切爾·克蘭頓提出了身分經濟學（Identity Economics）。該理論認為，消費行為能夠反映個人身分認同，透過光顧商店獲得身份認同的滿足感，便能創造出個人效用函數上的經濟上的貢獻。在現實生活中，例如穆斯林只光顧清真認證的食店，是身分經濟學的一個例子。

## 争议

### 馬來西亞
2016年10月17日，马来西亚蝴蝶脆饼（pretzel）连锁店「Auntie Anne's」因为其中一样名为“热狗蝴蝶脆饼”（Pretzel Dog）的食品，含有不恰当字眼「狗」，而被伊斯兰发展局（JAKIM）拒绝更新其清真执照。10月18日，马来西亚前首相马哈迪·莫哈末的长女玛丽娜·马哈迪在Facebook上帖文讽刺说：“我们真的很容易混淆穆斯林，因为他们从来不知道什么是热狗。”

## 外部連結
- 東協各國清真認證單位 （页面存档备份，存于）